# Franz Franzewitsch Lesgaft
Franz Franzewitsch Lesgaft (russisch Франц Фра́нцевич Ле́сгафт; * 10. Augustjul. / 22. August 1833greg. in St. Petersburg; † 1884 ebenda) war ein russischer Chemiker, Autor und Übersetzer.

## Leben
Lesgaft, Sohn eines Juweliers deutscher Abstammung und älterer Bruder des Anatomen und Sportpädagogen Pjotr Franzewitsch Lesgaft, besuchte die deutsche Petrischule in St. Petersburg und absolvierte dann als Stipendiat der Kaufmannsklasse die St. Petersburger Handelsschule (die jetzige St. Petersburger Staatliche Universität für Kühlung und Lebensmitteltechnologien), die er 1852 mit einer Goldmedaille abschloss. 1853 begann er ein Studium an der Universität St. Petersburg in der Naturabteilung der Physikalisch-Mathematischen Fakultät, die er als Kandidat der Naturwissenschaften verließ.
Nach dem Studium arbeitete er drei Jahre an der Nowgoroder Graf Araktschejew-Kadettenanstalt als Dozent für Chemie. 1860 kehrte er nach St. Petersburg zurück und lehrte Technische Chemie und Warenkunde an der St. Petersburger Handelsschule. Ab 1867 lehrte er auch Chemie an der Nikolai-Militäringenieurschule. 1868 wurde er Mitglied des neuen Technik-Komitees der Hauptintendantur im Kriegsministerium (bis 1883). In seinen letzten Jahren unterrichtete er Chemie an Dr. Wiedemanns Gymnasium.
Neben seiner Lehrtätigkeit trat Lesgaft als Autor und Übersetzer in die Öffentlichkeit. 1866 (und wieder 1875) erschien in St. Petersburg sein erstes Buch Warenkunde der Rohmaterialien und Manufakturerzeugnisse. Ebenfalls 1866 (und wieder 1873) erschien die Übersetzung des Chemiekurses Professor Alfred Naquets mit Ergänzungen des Übersetzers. Unter seiner Redaktion wurde die Übersetzung des vielbändigen Werks Chemische Technologie nach Pompejus Bolley herausgegeben. 1873 veröffentlichte er die Arbeit Über die Nährstoffe und die Bedeutung des Fleischextrakts als wesentlicher Bestandteil der menschlichen Nahrung (Übersetzung der Arbeit von Professor Max von Pettenkofer). Im gleichen Jahr besuchte er im Auftrag des Kriegsministeriums die Weltausstellung 1873 in Wien und die Annual International Exhibition 1873 in London, über die er gründliche Berichte anfertigte. Der Militäralmanach druckte 1872 seinen Aufsatz Die Produktion von Fleischkonserven in der Mainzer Armee-Konservenfabrik während des Deutsch-Französischen Krieges. 1880 erschien in den Notizen der Kaiserlichen Technischen Gesellschaft der Aufsatz Über Konserven für den Krieg und die Mainzer Armee-Konservenfabrik. Ebenfalls 1880 erschien seine Übersetzung Über das gebackene Brot von Birnbaum. Lesgafts Übersetzungen trugen wesentlich zur Angleichung der russischen Chemiker-Ausbildung an westliche Standards bei.
Lesgaft war Mitglied der Russischen Technischen Gesellschaft in der 1. Chemischen Sektion und Mitglied der Chemischen Freien Ökonomischen Gesellschaft.